# David Eddings
David Eddings (Spokane, 7 luglio 1931 – Carson City, 2 giugno 2009) è stato uno scrittore statunitense autore di molti romanzi di fantasy eroica, spesso scritti in collaborazione con la moglie, Leigh Schall Eddings.

## Biografia
Nato a Spokane, nello Stato di Washington, trascorre la sua infanzia nella zona del Puget Sound, una vasta e complessa insenatura sulle cui coste si trova anche la città di Seattle. A scuola, dimostra un precoce talento per la letteratura e la drammaturgia, tanto da vincere un concorso nazionale di oratoria, e con la propensione ad impersonare i principali ruoli maschili delle opere teatrali scritte da lui.
Ottiene una laurea di primo livello, (Bachelor of Arts), in Letteratura al Reed College di Portland, Oregon nel 1954, ed il Master of Arts (MA) a Washington nel 1961. Tra il 1954 e il 1956 presta servizio militare nell'Esercito statunitense.
L'attività lavorativa inizia con alcuni anni di lettorato universitario, abbandonato dopo aver avuto problemi giudiziari  ed essersi impiegato presso una drogheria di Denver. Contemporaneamente, comincia a lavorare su quella che diventerà la sua prima opera di narrativa pubblicata, High Hunt (1973), la storia di quattro cacciatori di cervi, che differisce nei temi e nello stile dalle opere che lo renderanno un autore famoso, e che finisce per essere uno specchio della realtà contemporanea agli anni settanta. Convintosi della possibilità di diventare uno scrittore, torna a Spokane, riprendendo per mantenersi il lavoro all'interno di una drogheria. Al tempo stesso, lavora a molti altri progetti narrativi, simili al primo, che rimarranno inediti.
La scoperta della fantasy avviene per caso. Una mattina, prima di recarsi al lavoro, scarabocchia una mappa che in seguito diventerà la base per il mondo di Aloria. Tempo dopo, vede nella vetrina di una libreria il capolavoro di Tolkien e, incredulo, scopre che esso si trova alla sua settantottesima edizione. Intuisce che in quel filone ha delle possibilità, ritrova la vecchia mappa e comincia a lavorare sulla progettazione della storia che diventerà La Saga dei Belgariad, la sua opera più famosa.
La moglie Leigh Schall Eddings, che è stata anche una preziosa collaboratrice nella scrittura delle sue opere (il suo compito, per ammissione dello stesso David, è stato soprattutto quello di suggerire atteggiamenti e parole dei personaggi femminili), ed il cui nome a un certo punto ha cominciato esplicitamente ad affiancare il suo nei frontespizi dei suoi libri, muore dopo una serie di attacchi cardiaci all'inizio del 2007. Due anni dopo, David Eddings si spegne per cause naturali nella casa di Carson City, Nevada.
Il Times lo ha catalogato come uno dei dieci migliori autori fantasy di sempre.

## Opere

### Serie
L'opera che più di ogni altra ha dato notorietà ad Eddings è I Belgariad, una pentalogia fantasy con una struttura narrativa ad impianto "classico". Sono ripresi i temi classici della fantasy magica, del bildungsroman, della quest. La pentalogia è nota per aver tratteggiato un'ambientazione complessa ed originale, ed avere personaggi psicologicamente ben caratterizzati.
In seguito al grande successo della serie originale, Eddings ha pubblicato un secondo ciclo (I Mallorean), anch'esso sotto forma di pentalogia, che riprende e sviluppa ulteriormente i temi della prima serie. La struttura interna delle due saghe presenta notevoli punti di similitudine, e molti personaggi si ripresentano in entrambi i cicli.
Anche se la seconda serie espande notevolmente l'ambientazione della prima, e ne mantiene l'afflato originale, sono state sollevate diverse osservazioni critiche su alcune incoerenze logiche che caratterizzano la transizione tra le due pentalogie.
Dopo la pubblicazione ed il successo commerciale delle prime due serie, Eddings ne ha scritto assieme alla moglie due prequel scritti in prima persona (Belgarath il mago e Polgara la maga), che vanno a riempire alcune delle "lacune" della narrazione (in particolare della prima serie). Infine, nel 1998, ha pubblicato Il codice rivano, un ampio testo descrittivo dell'ambientazione delle due serie, con numerosi dettagli storici, geografici, sociali e culturali del mondo ivi rappresentato. Il testo deriva direttamente dai canovacci e dai numerosi quaderni di appunti che Eddings aveva scritto nel corso degli anni per costruire ed articolare il mondo di fantasia in cui ambientare le sue serie.
Chiusa la lunga narrazione dei Belgariad/Mallorean, Eddings si focalizzò su due nuove serie, ambientate in un "mondo" diverso: quella degli Eleni e quella dei Tamuli.

#### I Belgariad e i Mallorean
I Belgariad è la prima serie fantasy di Eddings; I Mallorean ne è il seguito. I libri seguono le avventure di Belgarion (Garion), Polgara, Belgarath e i loro compagni.

##### I Belgariad
- Il segno della profezia (Pawn of Prophecy, 1982)
- La regina della magia (Queen of Sorcery, 1982)
- La valle di Aldur (Magician's Gambit, 1983)
- Il castello incantato (Castle of Wizardry, 1984)
- La fine del gioco (Enchanters' End Game, 1984)

###### Popoli
- Popoli del ciclo di Belgariad

##### I Mallorean
- I guardiani della luce (Guardians of the West, 1985)
- Il re dei Murgos (King of the Murgos, 1988)
- Il signore dei demoni (Demon Lord of Karanda, 1988)
- La maga di Darshiva (Sorceress of Darshiva, 1989)
- La profetessa di Kell (The Seeress of Kell, 1991)

##### Altri romanzi legati ai Belgariad e ai Mallorean
- Belgarath il mago (Belgarath the Sorcerer, 1995) con Leigh Eddings
- Polgara la maga (Polgara the Sorceress, 1997) con Leigh Eddings
- Il codice rivano (The Rivan Codex, 1998) con Leigh Eddings

#### Gli Eleni e i Tamuli
Gli Eleni e il suo seguito I Tamuli sono ambientati in un mondo differente da quello de La Saga dei Belgariad e L'Epopea dei Mallorean, ma con un tono e una struttura piuttosto simile. Raccontano delle avventure del cavaliere Sparhawk e dei suoi compagni.

##### Trilogia degli Eleni
1. Il trono di diamante (The Diamond Throne, 1989)
2. Il cavaliere del rubino (The Ruby Knight, 1990)
3. La rosa di zaffiro (The Sapphire Rose, 1991)

##### Trilogia dei Tamuli
1. Le volte di fuoco (Domes of Fire, 1992)
2. I demoni della luce (The Shining Ones, 1993)
3. La città del nulla (The Hidden City, 1994)

#### Altre serie fantasy
I sognatori è la più recente serie di David e Leigh Eddings.

##### I sognatori
1. Gli dei delle origini (The Elder Gods, 2003)
2. La grande dea (The Treasured One, 2004)
3. L'abisso di cristallo (Crystal Gorge, 2005)
4. Gli eredi degli dei (The Younger Gods, 2006)

### Altri romanzi
- High Hunt (1973)
- The Losers (1992)
- La redenzione di Althalus (The Redemption of Althalus, 2000) con Leigh Eddings
- Regina's Song, 2002 con Leigh Eddings